# ESS-Food
ESS-Food A/S er et globalt dansk handelsselskab, der handler med kød og andre fødevarer. Virksomheden er et datterselskab til Danish Crown og udgør en vigtig rolle som eksportselskab for Danish Crown. ESS-Food driver virksomhed i over 90 lande, og i 2023/24 havde de en omsætning på 6,1 mia. danske kroner. Deres handelsvarer inkluderer svinekød, oksekød, fjerkræ, fisk, lam, dyremad, grøntsager og kartoffelprodukter.

## Historie
Mærket ESS-Food kendes siden 1950, hvor det blev etableret af Danske Slagterier. Det står for Eksport Svineslagteriernes Salgsforening. 
Dansk Svensk Kødeksport ApS blev etableret i 1984. I 1995 overtog Danish Crown størstedelen af Dansk Svensk Kødeksport. Siden 2007 har de benyttes selskabsnavnet ESS-Food A/S.